# Seraphin Xaver Weingartner

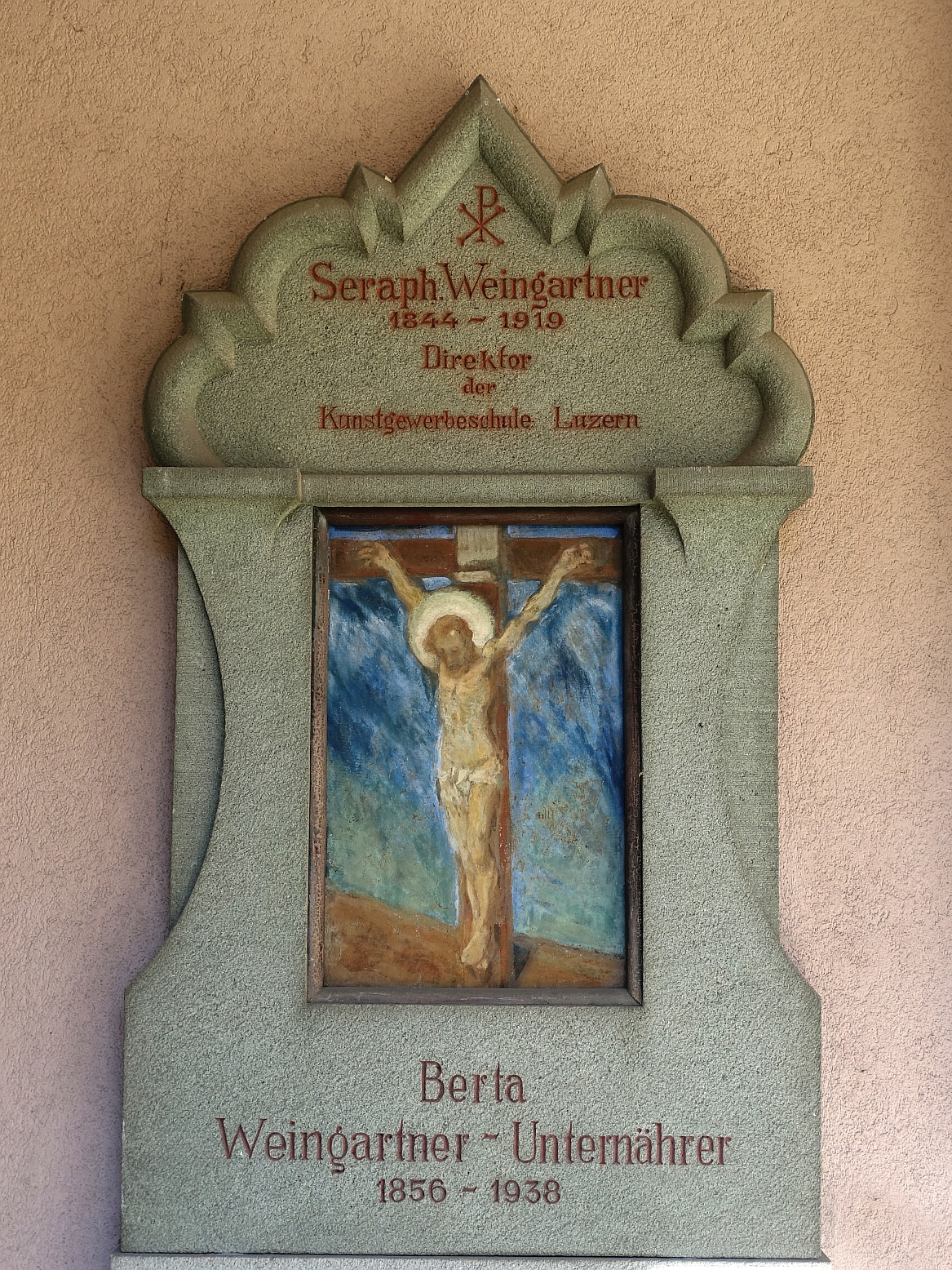
Grabfeld 21 auf dem Friedhof Friedental

Seraphin Xaver Weingartner (* 4. Februar 1844 in Luzern; † 9. November 1919 ebenda) war ein Schweizer Fassaden- und Wandmaler der Düsseldorfer Schule, Entwerfer, Restaurator und Denkmalpfleger, Kunstlehrer sowie Gründungsdirektor der Kunstgewerbeschule Luzern.

## Leben
Weingartner, Sohn des Sattlers Andreas Weingartner, Neffe des Malers Joseph Weingartner, begann nach einem Zeichenunterricht an der Kantonsschule Luzern bei Jakob Schwegler (1793–1866) im Jahr 1861 ein Malereistudium an der Kunstakademie Düsseldorf. Dort besuchte er die Elementarklasse bei Ludwig Heitland, Andreas und Karl Müller (1861/1862), hörte Vorträge über Kunstgeschichte bei Andreas Müller (1861–1863), nahm an der Vorbereitungsklasse von Karl Müller sowie an der Bauklasse von Rudolf Wiegmann teil (1862/1863), erhielt Unterricht in Anatomie und Proportionslehre bei Heinrich Mücke (1862–1864) und ging in die Malschule des Porträt- und Historienmalers Karl Ferdinand Sohn (1862–1865). Aus vermutlich finanziellen Gründen kehrte er im Herbst 1865 nach Luzern zurück und nahm eine Tätigkeit als Zeichenlehrer an der dortigen Kantonsschule an. Als Zeichenlehrer wurde er ab 1868 auch an die städtische Knabenschule Luzern berufen. In dieser Zeit unternahm er Studienreisen nach Italien und Deutschland. 1869 wurde er Mitglied der Kunstgesellschaft Luzern. 1870 eröffnete er im Luzerner Krienbachschulhaus eine unentgeltliche Abendschule für Frei- und Fachzeichnen. 1876 initiierte er die Gründung der ersten Schweizer Kunstgewerbeschule, der Kunstgewerbeschule Luzern, deren Gründungsdirektor er wurde und bis 1917 blieb. Aus der Kunstgewerbeschule Luzern entstanden später die Fachklasse Grafik Luzern und die Hochschule Luzern – Design & Kunst. 1883 heiratete er Berta Unternährer, die zwei Söhne und zwei Töchter gebar. Seine letzte Ruhestätte fand er auf dem Friedhof Friedental.
Im gesellschaftlichen und Vereinsleben nahm Weingartner durch folgende Mitgliedschaften und Aktivitäten teil:
- Mitglied der Safranzunft
- Mitglied der Gesellschaft Fidelitas
- Ehrenmitglied der Maskenliebhabergesellschaft
- Entwurf von Bühne und Kostümierung für die 500-Jahr-Feier der Sempacher Schlacht, 1886
- Entwurf der Kostümierung für den Auszug der Safranzunft zur 400-Jahr-Feier der Schlacht bei Dornach, 1899
- Mitglied des Dekorationskomitees am Eidgenössischen Schützenfest in Luzern, 1901
- Entwurf der Festspieldekoration zum patriotischen Schauspiel Der Sieg im Schwaderloo der Safranzunft anlässlich des Eidgenössischen Schützenfestes in St. Gallen, 1904
- künstlerischen Arrangements der Luzerner Seenachtsfeste und fasnächtlichen Fritschi-Umzüge

Bekannt wurde Weingartner aber vor allem durch Wandmalereien an Häuserfassaden in Luzern, deren beste Beispiele in die 1890er Jahre datieren. Als Vertreter des Historismus und des Stilpluralismus sowie als Verfechter eines „pittoresken Stadtbildes“ fand er Vorbilder für seine Werke im Stil der Neorenaissance und der Neugotik in Italien, in Süddeutschland und bei Gottfried Semper. Seine wandübergreifenden Schaufassaden verbanden Architekturmalerei und Ornamentik mit historischen und symbolischen Stoffen, etwa aus der Stadtgeschichte oder in Bezug auf das Gewerbe des jeweiligen Auftraggebers. Spätromantische Sujets und spätnazarenischer Malstil der Düsseldorfer Schule fanden dabei Eingang in sein malerisches Schaffen.
Als Pädagoge förderte Weingartner das Denkmalbewusstsein und die handwerkliche Ausbildung, vor allem in den Bereichen der Kunstschlosserei, der Glas- und Dekorationsmalerei sowie der Holz- und Steinskulptur. Hierzu lieferte er selbst diverse Entwürfe. Lehrerkollegen und Schüler ließ er an der Ausführung seiner Fassadenmalereien teilhaben. Unter seiner Ägide übte die Kunstgewerbeschule Luzern beträchtlichen Einfluss auf die Entwicklung der angewandten Kunst in der Schweiz aus. Weingartners öffentliches Ansehen spiegelte sich in seiner Tätigkeit als eidgenössischer Experte für das gewerbliche Bildungswesen.

## Werke (Auswahl)

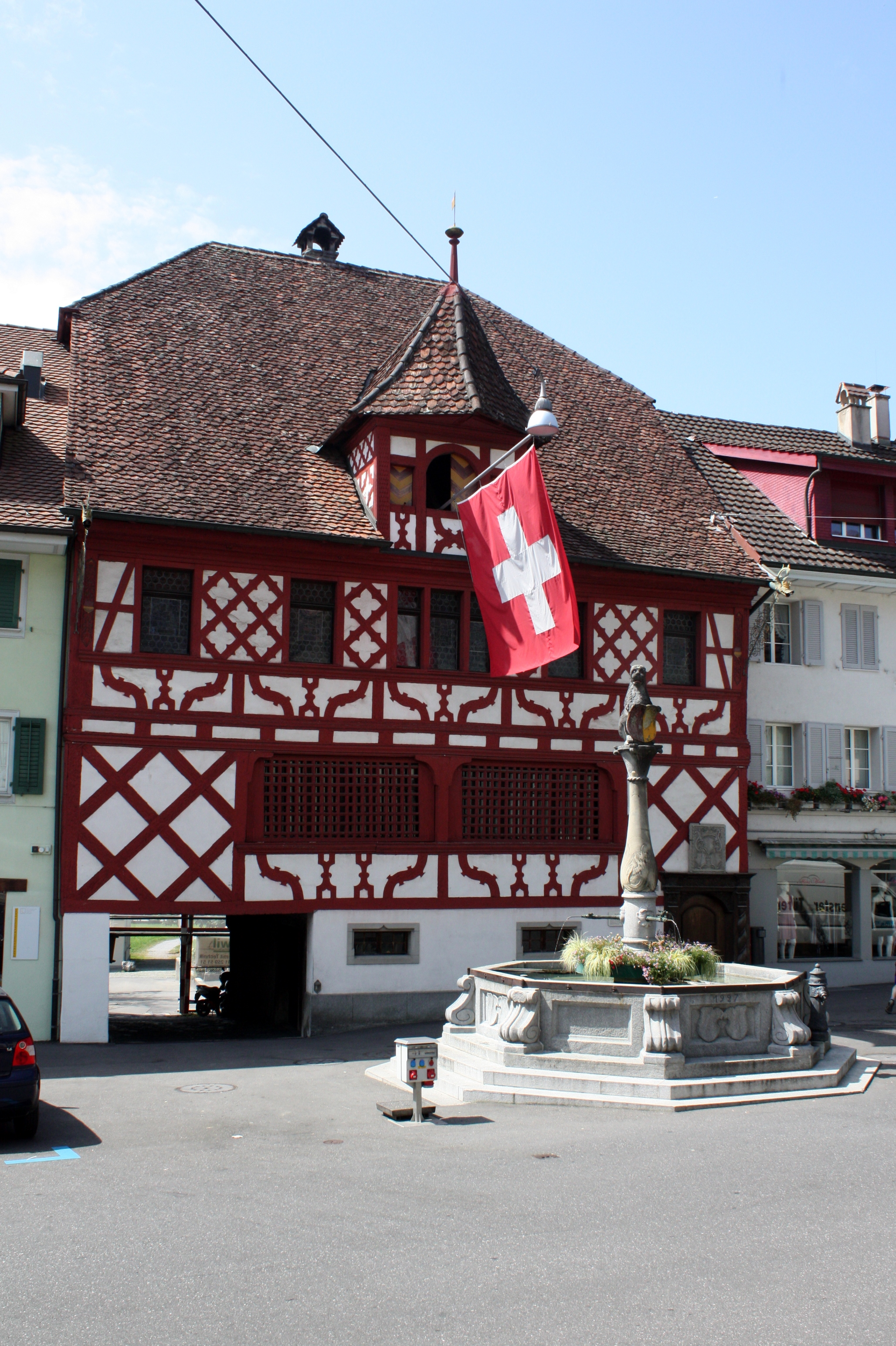
Rathaus von Sempach

- Renovierung der frühbarocken Sgraffiti am ehemaligen Landvogteischloss in Willisau, 1896
- Restaurierung des Rathauses von Sempach, 1887–1891
- Freilegung des Standeswappens am Luzerner Zeughaus, 1901
- Renovierung der Grisaillemalereien aus dem ausgehenden 18. Jahrhundert am Sonnenberghaus an der Reussbrücke in Luzern, 1906